# Mikael Gerdén
Mikael Gerdén, född 1 oktober 1976 i Stockholm, är en svensk före detta professionell ishockeymålvakt.
Han spelade sammanlagt tre säsonger i Elitserien för Färjestads BK mellan 2000 och 2003. Under denna period vann han ett SM-guld och två SM-silver.
Gerdéns moderklubb är Huddinge IK och han är för närvarande målvaktstränare inom Djurgårdens IF:s hockeyorganisation.

## Meriter
- SM-silver 2001 och 2003 med Färjestads BK
- SM-guld 2002 med Färjestads BK

## Klubbar
- Huddinge IK
- IFK Tumba
- MB Hockey
- Färjestads BK
- Bofors IK
- ESV Kaufbeuren
- Skå IK